# Вакуленко Євген Леонідович
Євге́н Леоні́дович Ваку́ленко (нар. 31 грудня 1978) — полковник Збройних Сил України, учасник російсько-української війни.

## Життєпис
Народився 31 грудня 1978 року.
Станом на серпень 2014 року — заступник командира загону з льотної підготовки 56-го окремого вертолітного загону в Ліберії. 
З серпня 2021 року — командир 18-го окремого вертолітного загону Місії ООН в Демократичній Республіці Конго.

## Нагороди
- Орден Богдана Хмельницького III ступеня (17 квітня 2024) — за особисту мужність і самовідданість, виявлені у захисті державного суверенітету та територіальної цілісності України[1]
- Орден Данила Галицького (2 грудня 2016) — за особистий внесок у зміцнення обороноздатності Української держави, мужність, самовідданість і високий професіоналізм, виявлені під час виконання військового обов’язку, та з нагоди Дня Збройних Сил України[2]